# ГАЕС Tài'ān
ГАЕС Tài'ān (泰安水电站) — гідроакумулювальна електростанція на сході Китаю у провінції Шаньдун. 
На правобережжі Хуанхе на південь від столиці провінції міста Цзінань над прибережною рівниною здіймається невеликий відособлений кряж, що надало можливість для створення гідроакумулювальної схеми із значним (понад дві сотні метрів) перепадом висот. При цьому резервуари станції спорудили у сточищі річки Панхе, яка дренує одну з ділянок південної сторони кряжу та впадає праворуч до Мувен – правого допливу Хуанхе. 
Верхній резервуар створили за допомогою кам’яно-накидної греблі із бетонним облицюванням висотою 100 метрів, довжиною 540 метрів та шириною по гребеню 10 метрів. Вона утримує водосховище з об’ємом 11,7 млн м3 (корисний об’єм 8,9 млн м3) та коливання рівня поверхні у операційному режимі між позначками 386 та 410 метрів НРМ (під час повені до 411,5 метра НРМ).
Нижній резервуар створили за допомогою земляної греблі висотою 22 метра, довжиною 460 метрів та шириною по гребеню 13 метрів. Разом із допоміжною спорудою висотою 7 метрів, довжиною 313 метрів та шириною по гребеню 8 метрів вона утримує водосховище з об’ємом 29,9 млн м3 та коливання рівня поверхні у операційному режимі між позначками 154 та 165 метрів НРМ (під час повені до 167,2 метра НРМ).
Розташовані на відстані 1,5 км один від одного резервуари з’єднані між собою та з розташованим між ними машинним залом за допомогою двох тунельних трас. Основне обладнання станції становлять чотири оборотні турбіни типу Френсіс номінальною потужністю по 250 МВт, які використовують напір у 225 метрів. В насосному режимі вони забезпечують підйом на висоту від 224 до 260 метрів. Станція має проектну річну виробітку 1338 млн кВт-год електроенергії.
Зв’язок із енергосистемою відбувається по ЛЕП, розрахованій на роботу під напругою 220 кВ.